# Pelosia tetrasticta
Pelosia tetrasticta là một loài bướm đêm thuộc phân họ Arctiinae, họ Erebidae.